# Gruppo di NGC 1407
Il Gruppo di NGC 1407 comprende almeno 9 galassie situate nella costellazione dell'Eridano.
La distanza media tra il centro di massa di questo gruppo e la nostra Via Lattea è di circa 80 milioni di anni luce (24,4 Mpc).
Da notare che secondo il sito «Un atlas de l'Univers» di Richard Powell, la galassia NGC 1359 fa invece parte del gruppo che porta il suo nome, cioè il Gruppo di NGC 1359.

## Membri
Le galassie componenti il gruppo, nell'ordine indicato nell'articolo di Garcia del 1993, sono elencate nella tabella sottostante.
| Nome       | Classificazione | Tipo                      | RA (J2000.0)  | DEC (J2000.0) | Velocità radiale (km/s) | Magnitudine apparente | Distanza (Mpc) | Dimensioni (kal) |
| ---------- | --------------- | ------------------------- | ------------- | ------------- | ----------------------- | --------------------- | -------------- | ---------------- |
| NGC 1359   | SB(s)m? pec     | Spirale barrata peculiare | 03h 33m 47.7s | -16° 29′ 31″  | 1973 ± 4                | 12,2                  | 27,2 ± 1,9     | 229              |
| NGC 1407   | E0              | Ellittica                 | 03h 40m 11.8s | -18° 34′ 48″  | 1179 ± 9                | 9,7                   | 24,4 ± 1,7     | 243              |
| NGC 1440   | (R')SB0^0?(rs)  | Lenticolare               | 03h 45m 02.9s | -18° 15′ 58″  | 1597 ± 27               | 11,6                  | 21,9 ± 1,6     | 91               |
| NGC 1452   | SB(r)a          | Spirale barrata           | 03h 45m 22.3s | -18° 38′ 04″  | 1737 ± 10               | 11,8                  | 23,9 ± 1,7     | 75               |
| IC 343     | SB(rs)0+?       | Lenticolare               | 03h 40m 07.1s | -18° 26′ 36″  | 1841 ± 24               | 13,2                  | 25,4 ± 1,8     | 64               |
| IC 346     | SB(r'l)0^+      | Lenticolare               | 03h 41m 44.6s | -18° 16′ 01″  | 2085 ± 31               | 12,6                  | 29,0 ± 2,1     | 93               |
| ESO 548-44 | SA(r)0^+?       | Lenticolare               | 03h 34m 19.2s | -19° 25′ 28″  | 1696 ± 27               | 12,86                 | 23,1 ± 1,7     | 38               |
| ESO 548-47 | (R')SB(r)0+?    | Lenticolare               | 03h 34m 43.5s | -19° 01′ 44″  | 1606 ± 26               | 12,23                 | 21,8 ± 1,6     | 89               |
| ESO 548-68 | SB(s)0-?        | Lenticolare               | 03h 40m 19.2s | -18° 55′ 53″  | 1693 ± 18               | 12,75                 | 23,2 ± 1,7     | 69               |

Il sito DeepskyLog permette di trovare agevolmente le costellazioni in cui sono situate le galassie; in alternativa si possono utilizzare le coordinate delle galassie per individuarle. Se non altrimenti indicato, le coordinate sono quelle fornite dal sito NASA/IPAC (National Aeronautics and Space Administration / Infrared Processing and Analysis Center).